# Thí nghiệm Hershey–Chase

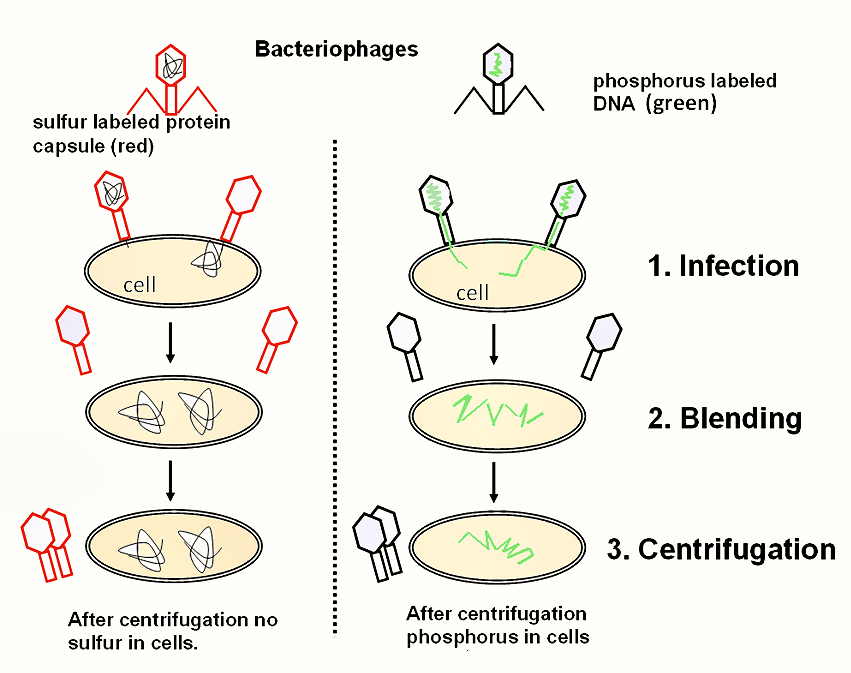
Tóm tắt thí nghiệm và quan sát.

Thí nghiệm Hershey–Chase là một loạt các thí nghiệm thực hiện trong năm 1952 bởi Alfred Hershey và Martha Chase giúp xác nhận DNA là vật liệu di truyền. Trong khi DNA đã được các nhà sinh học biết đến từ 1869, nhiều nhà khoa học cho đến thời điểm công bố thí nghiệm vẫn cho rằng protein là phân tử mang thông tin di truyền bởi vì phân tử DNA dường như đơn giản hơn các protein. Trong các thí nghiệm của họ, Hershey và Chase chứng minh khi cho các thể thực khuẩn, mà có cấu tạo từ DNA và protein, tấn công vào vi khuẩn, các phân tử DNA của chúng sẽ xâm nhập vào tế bào vật chủ, nhưng hầu hết protein thì không. Mặc dù các kết quả không mang tính quyết định cuối cùng và Hershey và Chase đã thận trọng trong diễn giải kết quả thí nghiệm, các khám phá trước đó, cùng thời và về sau tất cả đều minh chứng cho DNA thực sự là vật liệu di truyền.
Hershey cùng với Max Delbrück và Salvador Luria nhận giải Nobel Sinh lý học và Y khoa năm 1969 "cho những khám phá của họ liên quan đến cơ chế tái bản và cấu trúc di truyền của vi rút."

## Bối cảnh lịch sử
Trong đầu thế kỷ 20, các nhà sinh học đã nghĩ rằng các protein là những phân tử mang thông tin di truyền. Điều này dựa trên niềm tin vì các protein có cấu trúc phức tạp hơn DNA. "Giả thuyết bốn nucleotide" ("tetranucleotide hypothesis") có tầm ảnh hưởng của Phoebus Levene, mà đã đề xuất không đúng về DNA có cấu trúc là sự lặp lại của các nucleotide, đã ủng hộ cho kết luận này. Kết quả của thí nghiệm Avery–MacLeod–McCarty, công bố năm 1944, chỉ ra chứng cứ cho thấy DNA là vật liệu di truyền, nhưng vẫn còn một số nghi ngại   từ cộng đồng khoa học để chấp nhận thực tế này, và cũng là bối cảnh để thực hiện thí nghiệm Hershey–Chase.
Hershey và Chase, cùng với những nhà khoa học khác đã thực hiện thành công các thí nghiệm có liên quan, xác nhận rằng DNA là phân tử sinh học mang thông tin di truyền. Trước đó, Oswald Avery, Colin MacLeod, và Maclyn McCarty đã chỉ ra rằng DNA là chất biến nạp chủ yếu của một chủng Streptococcus pneumoniae không độc biến tính thành chủng có độc.

## Phương pháp và các kết quả

Tổng quan cấu trúc của thể thực khuẩn T2.

Hershey và Chase cần thiết phải kiểm tra được các thành phần khác nhau của thể thực khuẩn mà họ đang nghiên cứu một cách riêng biệt, do vậy họ cần cô lập các tiểu phần của thể thực thực khuẩn. Vi rút được biết đến có thành phần gồm một lớp vỏ protein và chứa DNA bên trong, do vậy họ chọn chất đánh dấu riêng rẽ là nguyên tố đồng vị cho từng phần. Điều này cho phép họ quan sát và phân tích các phần một cách tách biệt. Vì nguyên tố phosphor nằm trong DNA nhưng không nằm trong amino acid, đồng vị phóng xạ phosphor-32 được sử dụng để đánh dấu DNA chứa trong thể thực khuẩn T2. Đồng vị phóng xạ lưu huỳnh-35 được sử dụng để đánh dấu các phần protein của vi rút T2, bởi vì lưu huỳnh có nằm trong amino acid nhưng không có trong DNA.
Hershey và Chase đưa các nguyên tố phóng xạ vào thể thực khuẩn bằng cách thêm các đồng vị vào môi trường tách biệt mà trong đấy vi khuẩn được nuôi trong vòng 4 giờ trước khi thêm vào thể thực khuẩn. Khi thể thực khuẩn xâm nhiễm vi khuẩn, các thế hệ tiếp theo sẽ chứa đồng vị phóng xạ trong cấu trúc của chúng. Thủ tục này được thực hiện riêng cho thực khuẩn đánh dấu lưu huỳnh và thực khuẩn đánh dấu phosphor. Các thế hệ con cháu đã được đánh dấu sau đó cho nhiễm vào các vi khuẩn chưa được đánh dấu. Lớp vỏ của thể thực khuẩn vẫn còn nằm ngoài vi khuẩn, trong khi phần vật liệu di truyền đi vào vi khuẩn. Tiếp đến tiến hành phân rã thể thực khuẩn ra khỏi vi khuẩn bằng sử dụng máy khuấy trộn rồi đưa vào máy ly tâm để tách riêng lớp vỏ thể thực khuẩn và vi khuẩn. Phần chứa vi khuẩn sau đó được dung giải để giải phóng vật liệu di truyền bên trong (vật liệu từ các thể thực khuẩn). Các thế hệ con cháu của thể thực khuẩn mà ban đầu đánh dấu bằng 32P thì vẫn còn thấy được đánh dấu, trong khi thế hệ con cháu của thể thực khuẩn mà ban đầu đánh dấu bằng 35S thì không thấy còn xuất hiện đồng vị này nữa. Do đó, thí nghiệm Hershey–Chase đã thiết lập khẳng định rằng DNA, chứ không phải protein, là vật liệu di truyền.
Hershey và Chase chỉ ra rằng khi đưa vào deoxyribonuclease (được coi như là DNase), một loại enzyme phá gẫy DNA, vào dung dịch chứa thể thực khuẩn được đánh dấu thì không thấy xuất hiện 32P trong dung dịch. Điều này có nghĩa rằng thể thực khuẩn đã kháng lại enzyme khi chúng vẫn còn nguyên vẹn. Thêm vào đó, họ thực hiện quá trình co nguyên sinh ở thể thực khuẩn và sau đó thực hiện ép thẩm thấu, kết quả thu được dung dịch chứa hầu hết 32P và một dung dịch nặng hơn chứa 35S và lớp vỏ protein của vi rút. Hai người nhận thấy vi khuẩn bị tổn thương bởi T2 có thể hấp phụ dung dịch nặng hơn này, mặc dù chúng không chứa DNA và đơn giản chỉ là những phần còn lại của lớp màng nhầy của vi khuẩn ban đầu. Họ kết luận rằng lớp vỏ protein đã bảo vệ DNA khỏi DNAse, nhưng khi hai phần được tách rời và thể thực khuẩn bị bất hoạt, DNAse có thể phân giải DNA của thể thực khuẩn. Ngoài ra, về sau ở một số vi rút, các nhà khoa học phát hiện ra RNA là vật liệu di truyền của chúng.

### Thí nghiệm và các kết luận
Hershey và Chase cũng chứng minh được DNA từ thể thực khuẩn tiêm vào vi khuẩn ngay sau khi vi rút bám vào vật chủ. Sử dụng một máy trộn tốc độ cao họ tách ra được thể thực khuẩn đã bám vào tế bào vi khuẩn sau khi đã bơm vật liệu di truyền vào. Sự vắng mặt của 32P đánh dấu trong DNA ở còn trong dung dịch sau khi thể thực khuẩn đã bám vào vi khuẩn chứng tỏ rằng DNA của thể thực khuẩn đã đi vào tế bào vi khuẩn. Sự có mặt của hầu hết đồng vị phóng xạ 35S trong dung dịch chứng tỏ lớp vỏ protein bảo vệ DNA trước khi hấp phụ vẫn nằm bên ngoài tế bào vi khuẩn.
Hershey và Chase kết luận rằng DNA, không phải protein, là vật liệu di truyền. Họ xác định được lớp protein bảo vệ hình thành bao quanh thể thực thực khuẩn, nhưng các phân tử DNA bên trong chứng tỏ nó có khả năng tạo ra các thế hệ vi rút con cháu ở bên trong vi khuẩn. Họ chỉ ra rằng, trong trưởng thành, protein không có chức năng di truyền, trong khi DNA có chức năng này. Họ xác định điều này từ lượng vật liệu phóng xạ còn lại ở bên ngoài tế bào vi khuẩn. Chỉ khoảng 20% đồng vị 32P còn ở bên ngoài tế bào, chứng tỏ rằng phần còn lại đã ở cùng DNA bên trong tế bào. Gần như toàn bộ đồng vị 35S nằm trong protein còn lại ở bên ngoài tế bào, cho thấy chúng không được hấp phụ vào tế bào, và rằng protein không phải là vật liệu di truyền.
Thí nghiệm của Hershey và Chase kết luận có một ít vật liệu chứa lưu huỳnh đi vào bên trong tế bào. Tuy nhiên không có kết luận cụ thể nào về liệu vật liệu không chứa lưu huỳnh có thể đi vào tế bào sau quá trình hấp phụ hay không. Cần thêm có các nghiên cứu khác để có thể đi đến kết luận chính xác rằng duy chỉ có DNA của thể thực khuẩn đi vào bên trong tế bào vi khuẩn và không phải là một phức hợp giữa protein và DNA mà protein đó không chứa bất kỳ nguyên tố lưu huỳnh nào.